# Denílson Lourenço
Denilson Lourenço (Tupã, 11 mei 1977) is een voormalig internationaal topjudoka uit Brazilië, die zijn vaderland tweemaal  vertegenwoordigde bij de Olympische Spelen: in 2000 (Sydney) en 2008 (Peking). Hij won de zilveren medaille bij de Pan-Amerikaanse Spelen in 1999. In de finale moest hij zijn meerdere erkennen in de Cubaan Manolo Poulot.

## Erelijst

### Pan-Amerikaanse Spelen
- – 1999 Winnipeg, Canada (– 60 kg)

### Pan-Amerikaanse kampioenschappen
- – 2000 Orlando, Verenigde Staten (– 60 kg)
- – 2006 Buenos Aires, Argentinië (– 60 kg)
- – 2007 Montreal, Canada (– 60 kg)